# Ghert Klinghe

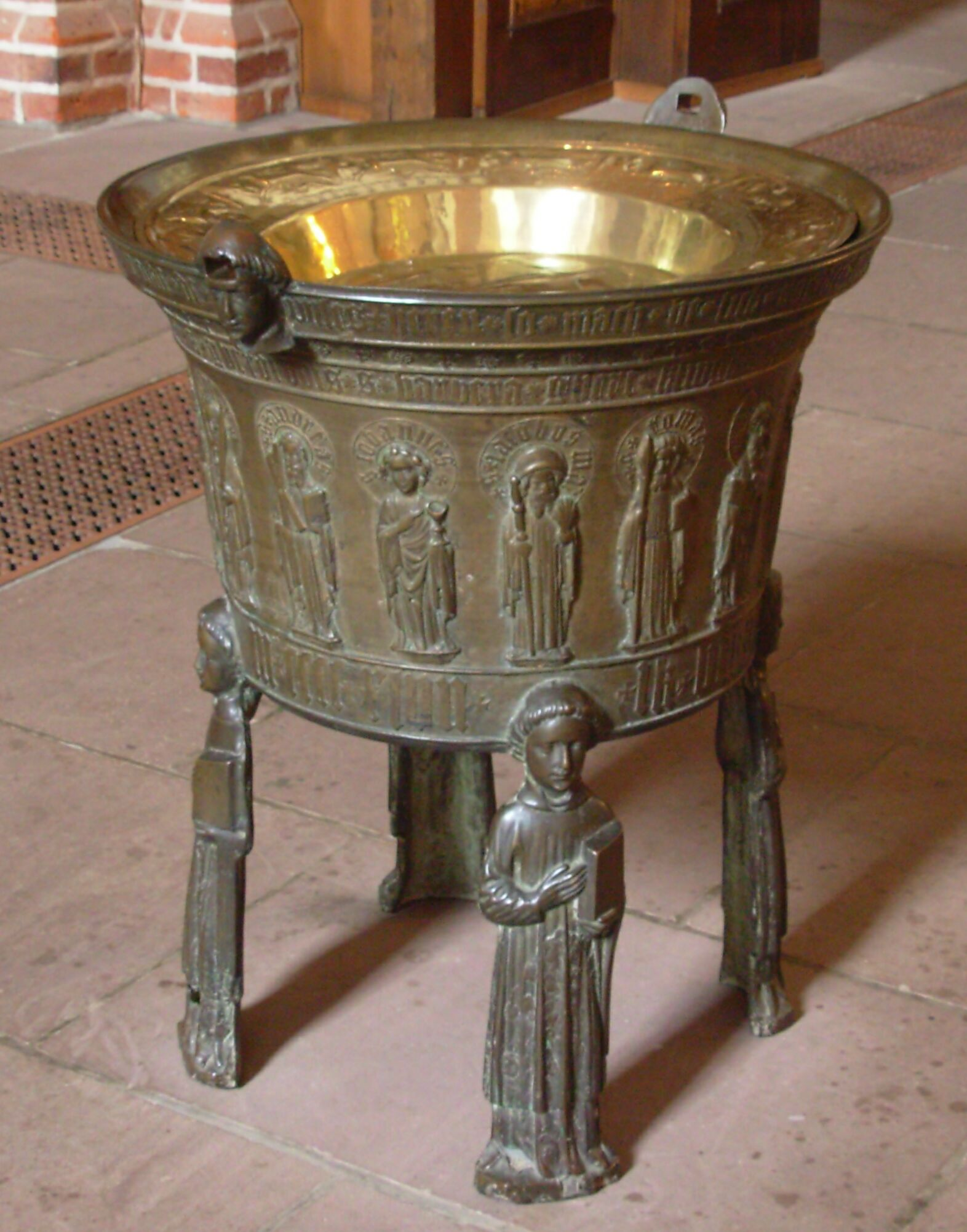
Die Bronzefünte von Ghert Klinghe in der Segeberger Marienkirche

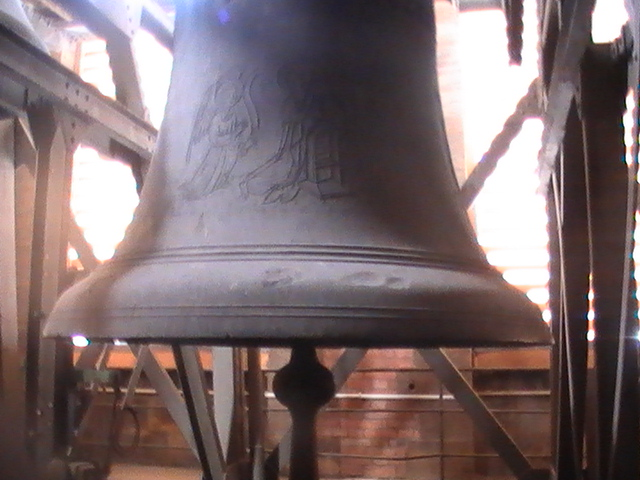
Die Maria Gloriosa im Bremer Dom

Ghert Klinghe, auch Gherd Klinghe, Gerd Klinge (* um 1400; † nach 1474) war ein deutscher Erzgießer und zugleich wichtigster Repräsentant einer Familie von Erzgießern seines Namens, zu denen womöglich auch sein Vater gleichen Namens zählt sowie die Söhne Hermann (Harm), Goteke, Hinrich (Hinderk), Berend und Barthold Klinghe.

## Leben
Es sind so wenige Lebensdaten Ghert Klinghes bekannt, dass auf Grund bloßer Namensgleichheit vermutet wurde, er sei Kanonikus im Kloster Harsefeld gewesen. Inzwischen ist er jedoch als Bremer Bürger seit dem Jahr 1428 belegt.
Stil der Anbringung des Schmuckes auf den Glocken und der Wortlaut der Gießersprüche, weisen auf den Einfluss des Gießers Hans Apengeter aus dem Halberstädter Raum und, besonders im Frühwerk, des lübischen Gießers van der Rit hin.
Er und seine Söhne betrieben in Bremen und als Wandergießer die bedeutendste Bild- und Erzgießerei Norddeutschlands des 15. Jahrhunderts für Glocken und Bronzefünten, die sich zum Teil bis heute vor allem in Ostfriesland, aber bis nach Schleswig und Lüneburg in dortigen Kirchen befinden. So ist urkundlich belegt, dass er 1466 eine große Glocke für die Lübecker Marienkirche gegossen hat. Für den Guss wurden figürliche Holzmodel verwendet, die nicht von den Gießern selbst, sondern von einheimischen Bildschnitzern geliefert wurden. Die Zuschreibung ist in aller Regel einfach, da die Gusswerke mit Versen wie
Meister Ghert Klinge de mi geghoten hat
Ghot gheve siner Sele Rat
gleichsam signiert wurden. Die Söhne passten dann nur den Vornamen des Gießers dem ihren an.
Ein 1483 gegossenes Taufbecken des Sohnes Goteke Klinghe (signiert: „[gote]ke klinghe de mi gegoten had“) gelangte 1941 in die Sammlungen des Museum of Fine Arts, Boston.

## Werke (Auswahl)
- Glocke Maria Gloriosa im Bremer Dom von 1433
- Bronzeglocke  in der St. Crispinus und Crispianus-Kirche in Elsfleth von 1433 (nicht erhalten)
- Bronzeglocke in der St.-Cosmae-und-Damiani-Kirche in Hambergen von 1436
- Apostelglocke und Glocke Große Schelle an St. Johannis zu Lüneburg von 1436
- Bronzeglocke in der St.-Bartholomäus-Kirche in Golzwarden von 1440
- Bronzeglocke in der St.-Lamberti-Kirche in Oldenburg von 1440 (nicht erhalten)
- Bronzeglocke in der St.-Florian-Kirche in Sillenstede von 1440
- Bronzeglocke in der St.-Nikolai-Kirche in Wiesede von 1440 (Verbleib unbekannt)
- Bronzeglocke in der St.-Katharinen-Kirche in Bliedersdorf von 1444
- Bronzetaufe von 1447 in der Segeberger Marienkirche
- zwei Bronzeglocken in der St.-Alexander-Kirche in Wildeshausen von 1448 (nur eine erhalten)
- Marienglocke von 1449 in St. Hippolyt in Blexen (nicht erhalten)
- eine Glocke für eine Kirche in Delmenhorst von 1449 (nicht erhalten)
- die älteste Glocke von 1450 in der Severikirche zu Otterndorf
- Bronzeglocke in der St.-Marien-Kirche in Oldorf (Wangerland) von 1450
- Marienglocke für die Kirche in Burhave von 1452
- Bronzeglocke in der St.-Marien-Kirche in Großenkneten von 1452 (nicht erhalten)
- Betglocke von 1454 im Glockenturm der St.-Dionysii-Kirche in Asel (Wittmund)
- Bronzetaufe von 1454 in der St.-Petrus-Kirche von Groothusen, Ostfriesland
- Bronzeglocke in der St.-Marien-und-Bartholomäi-Kirche in Harsefeld von 1454
- Bronzetaufe von 1455 in der Harsefelder Kirche
- Bronzeglocke in der St.-Nicolai-Kirche in Pewsum von 1458
- Glocke Gloriosa von 1459 in der St.-Katharinen-Kirche von Misselwarden
- Bronzeglocke in der Stadtkirche in Jever von 1461
- Bronzeglocke in der St.-Matthäus-Kirche in Bingum von 1463 oder 1464 (nicht erhalten)
- Marienglocke der Uttumer Kirche von 1465
- Bronzeglocke in der St.-Laurentius-Kirche in Langwarden von 1468 (gesprungen; steht vor der Kirche)
- zwei Bronzeglocken in der St.-Bartholomäus-Kirche in Tossens von 1468 (nicht erhalten)
- Bronzeglocke in der St. Laurentius-Kirche in Abbehausen von 1471 (nicht erhalten)
- Bronzeglocke in der Wasserhorster Kirche in Wasserhorst von 1474